# Advanced Armament Corporation
A Advanced Armament Corporation ou AAC é uma empresa americana que desenvolve e fabrica armas de fogo, silenciadores, quebra-chamas, e acessórios relacionados.

## História
Kevin Brittingham fundou a Advanced Armament Corporation em 1994 para fabricar silenciadores, tendo sido anteriormente um distribuidor da GEMTECH, outro fabricante de silenciadores. Sob a direção de Brittingham, a AAC passou a ser um dos maiores fabricantes de supressores dos EUA, incluindo vários pequenos contratos militares.
É importante notar que um dos principais designers de silenciadores da AAC é Robert Silvers, criador do PhotoMosaic. Em 2009, Brittingham vendeu a empresa para a Remington Arms. Robert Silvers permaneceu na empresa como líder em pesquisa e desenvolvimento.
No início de 2015, a AAC mudou sua sede de Lawrenceville, Geórgia para uma nova e maior instalação de última geração, localizada em Huntsville, Alabama.
No leilão de falência da Remington Outdoor Company em setembro de 2020, a AAC foi vendida para a "JJE Capital Holdings, LLC".